# Väinö Perttunen
Väinö Aleksanteri Perttunen (* 12. September 1906 in Kemi; † 8. September 1984 ebenda) war ein finnischer Ringer. Er war zweifacher Europameister 1937 und 1938 im griechisch-römischen Stil im Bantamgewicht.

## Werdegang
Väinö Perttunen war Angehöriger des Ringervereins Veitsuluodon Vastus. Er rang ausschließlich im griechisch-römischen Stil. Bei der damaligen starken Konkurrenz in Finnland – Finnland war in den 1920er und 1930er Jahren eine der führenden Ringernationen der Welt – dauerte es bis 1933, bis Väinö erstmals finnischer Meister im Bantamgewicht wurde und sein Land auch bei der Europameisterschaft in Helsinki vertreten durfte.
In Helsinki feierte er zwei Punktsiege und musste nach der dritten Runde nach einer Niederlage gegen Ödön Zombori aus Ungarn wegen des Erreichens von 5 Fehlerpunkten ausscheiden. Mit dem 4. Platz verfehlte er dabei nur knapp eine Medaille.
1934 und 1935 dominierte bei den finnischen Meisterschaften Esko Hjelt im Bantamgewicht, so dass Väinö Perttunen nicht an den Europameisterschaften teilnehmen konnte. In der Ausscheidung für die Olympischen Spiele 1936 in Berlin setzte sich aber wieder Perttunen durch und konnte so in Berlin an den Start gehen. Er gewann in Berlin seine ersten vier Kämpfe, verlor aber dann gegen Jakob Brendel aus Nürnberg und musste wieder mit dem 4. Platz vorliebnehmen.
1937 gelang Perttunen dann bei der Europameisterschaft in Paris der Durchbruch. Mit fünf Siegen gewann er den EM-Titel. Im Endkampf siegte er dabei über Egon Svensson aus Schweden. In vielen Statistiken wird übrigens Dante Bertoli aus Italien als Europameister geführt. Väinö Perttunen taucht hier in der Siegerliste gar nicht auf. Das ist aber falsch. Europameister 1937 wurde Väinö Perttunen, Dante Bertoli schied nach der 4. Runde aus und belegte in der Endabrechnung mit 7 Fehlpunkten den 5. Platz. Wie dieser Fehler zustande gekommen ist, ist unbekannt. 1938 konnte Perttunen diesen Titel bei der Europameisterschaft in Tallinn erfolgreich verteidigen. Er besiegte dabei u. a. den jungen, erst 18-jährigen deutschen Meister Ferdinand Schmitz aus Köln und Kurt Pettersén aus Schweden, der 10 Jahre später Olympiasieger werden sollte, nach Punkten.
1939 wurde Väinö Perttunen im eigenen Land von Kauko Kiisseli abgelöst.

## Internationale Erfolge
| Jahr | Platz | Wettbewerb     | Gewichtsklasse | Ergebnisse |
| 1933 | 4.    | EM in Helsinki | Bantam         | mit Siegen über Antonín Nič, Tschechoslowakei u. Robert Voigt, Dänemark u. einer Niederlage gegen Ödön Zombori, Ungarn                                               |
| 1936 | 4.    | OS in Berlin   | Bantam         | mit Siegen über Ferdinand Hýža, Tschechoslowakei, Hüseyin Erkmen, Türkei, Robert Voigt u. Iosif Tovar, Rumänien u. einer Niederlage gegen Jakob Brendel, Deutschland |
| 1937 | 1.    | EM in Paris    | Bantam         | mit Siegen über Janis Muzenieks, Lettland, Stanko Schneeberger, Jugoslawien, Eigil Johansen, Dänemark, Antonín Nič u. Egon Svensson, Schweden                        |
| 1938 | 1.    | EM in Tallinn  | Bantam         | mit Siegen über Ewald Sikk, Estland, Ivar Stokke, Norwegen, Hüseyen Erkmen, Ferdinand Schmitz, Deutschland u. Kurt Pettersén, Schweden                               |

## Finnische Meisterschaften
| Jahr | Platz | Gewichtsklasse | Ergebnisse                                  |
| 1933 | 1.    | Bantam         | vor Antti Vallin                            |
| 1935 | 2.    | Bantam         | hinter Esko Hjelt und vor Heikki Kärkkäinen |
| 1937 | 1.    | Bantam         | vor Kauko Kiisseli und V. Nevalainen        |
| 1938 | 1.    | Bantam         | vor Kauko Kiisseli und Guido Vestergård     |

## Erläuterungen
- alle Wettkämpfe im griechisch-römischen Stil
- OS = Olympische Spiele, EM = Europameisterschaften
- Bantamgewicht, damals bis 56 kg Körpergewicht